# Bufotenin
Bufotenin (5-OH-DMT), je triptamin koji je srodan sa neurotransmiterom serotoninom. On je alkaloid prisutan u koži nekih vrsta žaba; u pečurkama, višim biljkama, i sisarima.
Ime bufotenin potiče od Bufo roda žaba, koji obuhvata nekoliko vrsta psihoaktivnih žaba, posebno Bufo alvarius, koje izlučuju bufotoksine. Bufotenin je sličan po hemijskoj strukturi sa psihodelicima psilocin (4-HO-DMT), 5-MeO-DMT, i DMT, hemikalijama koje se takođe javljaju u pojedinim gljivama, biljkama, i vrstama životinja kao bufotenin. Psihoaktivnost bufotenina je bila osporavana, mada nedavna istraživanja sugeriraju da je njegovo dejstvo slično sa 5-MeO-DMT.

## Nomenklatura
Bufotenin je takođe poznat pod hemijskim imenima: 5-hidroksi-N,N-dimetiltriptamin (5-OH-DMT), N,N-dimetil-5-hidroksitriptamin, dimetil serotonin, i mapin.

## Spoljašnje veze
- Архивирано на веб-сајту  (17. октобар 2019)